# 프로젠
프로젠(Progen)은 대한민국의 다중 항체 플랫폼 기술 기반 바이오 의약품 개발 기업이다.

## 역사
- 1998년 동아제약의 바이오시밀러 개발 자회사로 설립되었다.[2]
- 2023년 유한양행이 회사 지분의 38.9%를 확보하여 유한양행의 관계사가 되었다.[3]
- 2023년 8월 개발 중인 비만치료 관련 PG-102 신약 물질은 임상 1상 계획 승인을 받아 현재 임상 1상을 진행하고 있다.[4]